# Jeffrey Sneijder
Jeffrey Sneijder (Utrecht, 16 de septiembre de 1982) es un exfutbolista neerlandés, que jugaba de delantero.

## Carrera
Comenzó su carrera en Jong Ajax un equipo integrado por Maarten Stekelenburg y Rafael van der Vaart, antes de ser transferido al Stormvogels Telstar en julio de 2001. En febrero de 2004 se lesionó el menisco. Hizo una pausa del fútbol y comenzó su recuperación en Jong Ajax en julio de 2004 y en 2005 se fue al RKC Waalwijk. Dejó RKC Waalwijk en junio de 2006 y se trasladó al FC Den Bosch, el cual dejó en agosto de 2007 para jugar en un equipo de ligas menores, el USV Elinkwijk. Debido a aquella lesión que sufrió en 2004, decidió retirarse en este último equipo en el 2008.

## Vida personal
Jeffrey es el hermano mayor de Wesley del Galatasaray y de Rodney que juega en el RKC Waalwijk.

## Estadísticas
| season  | Club                | País                        | Liga                 | Copa | Goles |
| ------- | ------------------- | --------------------------- | -------------------- | ---- | ----- |
| 2001–02 | Stormvogels Telstar | Bandera de los Países Bajos | Eerste Divisie       | 0    | 0     |
| 2002–03 | Stormvogels Telstar | Bandera de los Países Bajos | Eerste Divisie       | 0    | 0     |
| 2003–04 | Stormvogels Telstar | Bandera de los Países Bajos | Eerste Divisie       | 4    | 0     |
| 2004–05 | Jong Ajax           | Bandera de los Países Bajos |                      |      |       |
| 2005–06 | RKC Waalwijk        | Bandera de los Países Bajos |                      |      |       |
| 2006–07 | FC Den Bosch        | Bandera de los Países Bajos | Eerste Divisie       | 0    | 0     |
| 2007–08 | USV Elinkwijk       | Bandera de los Países Bajos | Zondag hoofdklasse A |      |       |
|         | total:              | total:                      | total:               | 4    | 0     |